# ولاية سمرقند
ولاية سمرقند (بالإنجليزية: Samarqand Region)‏ هي إحدى ولايات أوزبكستان. يقدر عدد سكانها بـ 4,952,000 نسمة .